# Nova mošeja, Carigrad
Nova mošeja (turško Yeni Cami), prvotno Mošeja valide sultan (turško Valide Sultan Camii) in kasneje Nova mošeja valide sultan (turško Yeni Valide Sultan Camii), je delno rekonstruirana osmanska cesarska mošeja v carigrajski četrti Eminönü, zgrajena v letih 1660 do 1665 v obdobju ženskega sultanata Osmanskega cesarstva. Mošeja stoji ob Zlatem rogu na južnem koncu Galatskega mosta.  

## Zgodovina

### Mošeja valide sultan
Gradnja mošeje se je začela leta 1597 po naročilu Safije Sultan, žene sultana Murata III. in kasneje valide sultan (kraljica mati) sultana Mehmeda III.
Prvi arhitekt je bil Davut Ağa, učenec velikega arhitekta Mimarja Sinana. Po Davutovi smrti leta 1599 je njegovo delo nadaljeval Dalgıç Ahmed Çavuş. Gradnja je trajala več kot pol stoletja. Dokončala jo je valide sultan Turhan Sultan, mati sultana Mehmeda IV.
Gradnjo so ovirale politična nepovezanost, lokacija in finančne težave, ki so imele posledice v tožbah na sodišču. Mestna četrt Eminönü je bila najpomembnejše trgovsko središče mesta in dom pretežno judovskega prebivalstva. Z umestitvijo mošeje v to četrt je Safije Sultan upala, da bo razširila islamski vpliv v mestu, pri čemer je izkoristila naraščajoče nezadovoljstvo lokalnih in tujih trgovcev, ki ga je povzročila naraščajoča moč in vpliv njihovih judovskih kolegov. Sultanu je nezadovoljstvo služilo za utemeljitev zaplembe judovskega premoženja. Veliki denarni stroški gradnje so povzročili ostre kritike. Janičarji so še posebej zamerili naraščajočo politično moč sultanije in menili, da je mošeja nepotreben strošek. Safije je bila po smrti Mehmeda III. leta 1603 prisiljena opustiti gradnjo. Novi sultan Ahmed I. jo je zaprl v harem in sultanija ni več imela interesa nadaljevati gradnjo. 

### Nova mošeja valide sultan
Po letu 1603 je delno zgrajena zgradba postopoma propadala in bila dodatno poškodovana med velikim požarom leta 1660, v katerem je pogorelo več mestnih četrti.  Kasneje istega leta je cesarski arhitekt Mustafa Ağa predlagal, da Turhan Sultan, mati sultana Mehmeda IV., dokonča gradnjo kot izraz pobožnosti. Turhan je ukazala tudi gradnjo bližnjega bazarja začimb, ki je del külliye Nove mošeje. V zadnjih mesecih leta 1660 se je gradnja mošeje nadaljevala. Hkrati se je začela gradnja sosednjega bazarja začimb.
Mošeja je bila dokončana leta 1663 in slovesno odprta leta 1665. Preimenovali so jo v Nova mošeja valide sultan (turško Yeni Valide Sultan Camii). Ime je bilo sčasoma neuradno skrajšano na Nova mošeja (turško Yeni Cami).

## Arhitektura

### Zunanjost
Zunanjost mošeje se ponaša s 66 kupolami in polkupolami, postavljenimi v obliki piramide, ter dvema minaretoma. Glavna kupola je visoka 36 metrov in podprta s štirimi bočnimi polkupolami. Načrt kupole Nove mošeje temelji na kupoli mošeje Šehzade, ki jo je zasnoval Mimar Sinan, in mošeje sultana Ahmeda (Modra mošeja) Sedefkarja Mehmeda Age. 
Kot pri drugih cesarskih mošejah v Istanbulu je tudi pred Novo mošejo na njeni zahodni strani monumentalno kvadratno dvorišče (avlu) s stranico 30 metrov. Na njegovi notranji strani je  stebrišče s peristilom, ki ga pokriva 24 majhnih kupol. V središču je  eleganten şadırvan (vodnjak za umivanje), ki služi samo za okras. Obredna umivanja  potekajo pod pipami na južni steni mošeje. Fasada mošeje pod verando je okrašena z izniškimi ploščicami. Apnenec za gradnjo mošeje je  z Rodosa.  

### Notranjost
Notranjost mošeje je kvadrat s stranico 41 metrov. Osrednji del  opredeljujejo štirje veliki stebri, ki so glavni nosilci kupole. Ob straneh in na zadnji strani osrednjega dela so kolonade vitkih marmornatih stebrov, povezanih z loki v različnih slogih. Kupola ima premer 17,5 metra in višino 36 metrov. Tako kot v mnogo drugih osmanskih cesarskih mošejah so na štirih vogalih, kjer se kupola stika z nosilnimi stebri, kaligrafske plošče z imeni prvih štirih kalifov: Abu Bakra, Omarja, Osmana in Alija. Notranji prostor je razširjen s polkupolami vzdolž osi vzhod–zahod stavbe, z manjšimi kupolami nad vsakim vogalom ladje in še manjšimi kupolami nad vogali galerij. 
Severovzhodni kot galerije ima pozlačen zaslon, za katerim so lahko bogoslužju prisostvovali člani cesarskega dvora. Sultanova loža je z dolgim dvignjenim prehodom povezana  kraljevim paviljonom v severovzhodnem kotu kompleksa mošeje. 
Notranjost mošeje je okrašena z modrimi, zelenimi in belimi izniškimi  ploščicami, ki veljajo za nekoliko slabše kakovosti od ploščic v prejšnjih cesarskih mošejah. Mihrab je okrašen s pozlačenimi kapniki, minbar pa ima stožčast baldahin z vitkimi marmornimi stebri. 
Knjižnico je zgradil Ahmed III. v letih 1724-1725 desno od verande pred grobnico. Struktura, ki ima izmenično kamnito-opečne mrežaste zidove, je kvadratne oblike in pokrita s plosko kupolo z osmerokotnim robom, opremljenim z obeski. V obeskih in kupoli knjižnice so pustili unikatna dela s peresom. 

### Grobovi
V prvi grobnici je sedemnajst grobov. Obstaja še druga grobnica, imenovana Cedîd Havâtîn, ki je bila dograjena v 16. stoletju. V slednji je enaindvajset grobov: grobovi hčera sultanov Abdulmedžida I. in Abdulaziza, Murata V. in dveh njegovih soprog, hčera in sinov Abdula Hamida II., ki je umrl pred izgonon cesarske družine, in njegove matere Tirimüjgan kadın. Med obnovo v zadnjih letih so v grobnici odkrili sledi sufijskih blagoslovov.

### Kompleks
Tako kot druge cesarske mošeje v Istanbulu je bila Nova mošeja zasnovana kot külliye ali kompleks z zgradbami za zadovoljitev verskih in kulturnih potreb. Prvotni kompleks so sestavljali sama mošeja, bolnišnica, osnovna šola in pagalpanska palača. 
Od velike tržnice v obliki črke L je danes ohranjen Bazar začimb (znan tudi kot Egiptovski bazar), velika carigrajska turistična zanimivost. 
V mavzoleju (türbe) so grobovi sultanije Turhan, njenega sina Mehmeda IV. ter petih kasnejših sultanov (Mustafa II., Ahmed II., Mahmud I., Osman III. in Murat V.) ter več članov dvora. 
Tekoča obnovitvena in vzdrževalna dela izvaja turški Generalni direktorat za fundacije.